# جی. ادگار هوور
جان ادگار هوور (به انگلیسی: John Edgar Hoover) یا به‌صورت مخفف جی. ادگار هوور (۱ ژانویهٔ ۱۸۹۵ – ۲ مه ۱۹۷۲) اولین گرداننده و رئیس اداره تحقیقات فدرال (پلیس فدرال آمریکا یا اف‌بی‌آی) بود.
او در سال ۱۹۲۴ به مقام ریاست «ادارهٔ آگاهی» که یک ادارهٔ دولتی بود منصوب گشت، او این اداره را که بعداً در ۱۹۳۵ به اداره تحقیقات فدرال (اف‌بی‌آی) تغییر نام داد ظرف مدت نسبتاً کمی به یک سازمان خوش‌نام و مورد احترام تبدیل کرد که در حوزهٔ جاسوسی و اطلاعات فعال بود. هوور همچنین یک لیست سیاه ملی را ایجاد و گسترش داد. در طول جنگ سرد، وی اف‌بی‌آی را به‌عنوان یک ارگان ضدکمونیستی به‌کار انداخت. هوور تا پایان عمرش (۱۹۷۲) یعنی به‌مدت ۴۷ سال ریاست اف‌بی‌آی را به عهده داشت.
بعدها در زندگی و پس از مرگش، هوور به چهره‌ای بحث‌انگیز تبدیل شد، زیرا شواهدی از سوءاستفاده‌های مخفیانه او از قدرت آشکار شد.

## افتخارات
- در ۱۹۳۹ دانشگاه باپتیست اوکلاهاما به او دکترای افتخاری اعطا کرد.
- در ۱۹۳۹ آکادمی دانشمندان ملی به او مدال برای رفاه و آسایش عمومی اعطا کردند.
- در ۱۹۵۰ پادشاه جورج ششم پادشاهی متحده به او مقام سلحشوری افتخاری در قوانین امپراتوری بریتانیا اعطا کرد.
- در ۱۹۵۵ رئیس‌جمهور آیزنهاور به هوور مدال امنیت ملی را داد.
- در ۱۹۶۶ رئیس‌جمهور لیندون بی. جانسون جایزهٔ بخش سرویس برجسته را برای ریاست هوور به او اعطا کرد.
- در سال ۲۰۱۲ از زندگی او فیلمی سینمایی (جی. ادگار) به کارگردانی کلینت ایتسوود ساخته شد. بازیگر نقش جی. ادگار هوور در این فیلم، لئوناردو دی کاپریو می‌باشد.